# オエンガス1世 (ピクト王)
ファーガスの子オエンガス (ピクト語: *Onuist map Vurguist/Ungus(t); 古アイルランド語: Óengus mac Fergusso　761年没)は、ピクト王（在位: 732年-761年）。史学上オエンガス1世またはアンガス1世 (Óengus I, Aonghas I)と呼ばれる。様々な史料に断片的に残る記録から、彼がピクト人の王国にかつてない拡大をもたらしたことが推測され、後にスコットランド王国として知られることになる国の最初の王であったと考えられている。
720年代後半の内戦を経て、ライバルたちとの抗争を勝ち抜き王位を獲得した。その治世の間、オエンガス1世は隣国のダルリアダ王国を征服・従属させ、ピクト人の影響力をノーサンブリア王国やマーシア王国、アイルランドにまで及ぼした。また彼はケンリグモナズ（現セント・アンドルーズ）において聖アンデレ崇敬を始めた。
オエンガス1世による数十年に及ぶ治世を経て、彼の家系はピクトランドを一世紀にわたって独占した。しかし839年にヴァイキングに敗北してからは再び混乱の時代が訪れ、他の新たなピクト人王ケネス・マカルピンの王朝が台頭することとなった。

## 文献と時代背景
この時代のピクト人の文献は極めて少なく、720年代前半の王名表や、当時ケンリグモナズと呼ばれていたセント・アンドルーズ創建に関するいくつかの文献しかない。その中でも最も信頼できるのは、いわゆるアイルランド年代記の中の『アルスター年代記』やタイガーネック年代記である。これらの文献には、アイオナ島の修道院に残されていた史料の内容も含まれている。またカンブリア年代記などのウェールズの文献にも、しばしばオエンガス1世やピクト人が登場する。ノーサンブリアの文献にはさらに頻繁に言及がみられ、ベーダの著作の続きとして書かれた年代記や、ダラムのシメオンによるものとされる『イングランド諸王史』などは最重要の文献とみなされている。

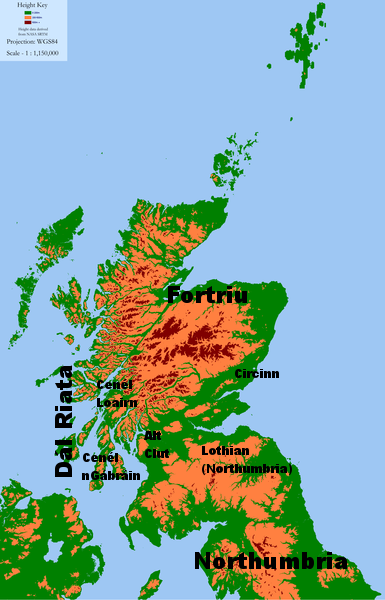
740年ごろのグレートブリテン島北部における主な勢力

8世紀前半、ブリテン島北部には大きく4つの政治勢力が割拠しており、ピクト人はその一つであった。彼らの領域すなわちピクトランドはフォース川の北側に位置し、オークニー諸島やシェトランド諸島、西方諸島も支配下に置いていた。ヴァイキング時代以前のピクトランドにおける最大勢力はフォルトリウ王国であった。7世紀後半からこの地方の王がピクト王位を占めたことから、「ピクト王」(ラテン語: rex Pictorum)と「フォルトリウ王」(ラテン語: rex Fortrenn)が同義に扱われることもある。この王国の中では、バーグヘッドやインヴァネス郊外のクレイグ・ファトリグが重要な地であったことが知られている。ピクトランドにおける司教座はローズマーキーのみであった。
ハンバー川でピクトランドと向かい合い、その南に勢力を広げていたのがノーサンブリア王国である。ノーサンブリアはかつてブリテン島で覇権を握り、この時期にも強大な勢力を保っていた。しかし729年にオスリック王が死去して長きにわたって続いた王朝が断絶すると、複数の一族が王位をめぐって争い内乱に陥った。またさらに南方ではマーシア王国が台頭しノーサンブリアに立ちはだかった。ピクトランドでオエンガス1世が君臨した時期の大部分において、ノーサンブリアは有能なエズバート王が支配していた。
ピクトランドの南西にはゲール人のダルリアダ王国があった。ここでは北部アーガイルのケネル・ローン家と、キンタイアのケネル・ガブラーン家が王位を争っていた。723年、シェルバハ・マック・フェルハイル王が退位して息子のドゥンガル・マック・シュルバグにケネル・ローン家の家長とダルリアダ王位を譲ったが、726年にケネル・ガブラーン家のエオハズ・マック・エダハダがドゥンガルを王位から追い落とした。731年にドゥンガルがターバートを焼いており、少なくともこの時期まではドゥンガルとエオハズの抗争が続いていた。
第4の勢力はブリトン人のアルト・カルト王国で、これはストラスクライド王国の前身である。アルト・カルト王国に関する記録は乏しい。722年からチュエズブル王がダンバートンの岩を拠点として統治を行っており、彼が752年に死去すると息子のドゥムナグゥアル3世が跡を継いだ。

## 生涯

### 台頭
初期中世のアイルランドの系譜によれば、オエンガス1世はアイルランド・マンスターのオーワナフト家のCairpre Cruithnecháinすなわち「小さきピクト人のCairbre」の子孫であるという。彼の一族の出身とされている一族は、年代記の中ではMag Gergindのオーワナフト家と呼ばれ、後世のアンガスやメアンズを拠点としていた、あるいはそれらの地域に関連するキルキンの一族であると考えられている。以上より、オエンガス1世はメアンズ出身で、おそらくフォルトリウの有力家系に生まれたと考えられる。実際、この地は彼がライバルのアルピン1世（エルフィン1世）を破って初めて歴史上に登場したMoncrieffeの丘に程近い。アイルランドの年代記が彼の血族をオーワナフト(Éoganachta)の子孫であるとしたことからは、彼がピクト語でいう何らかのウエン(VuenもしくはWen)、すなわちゲール語のÉoganと同根であるものの子孫であることを示唆している。
その他の点については、オエンガス1世の前半生はほとんど不明である。歴史上に登場した時には、彼はすでに中年域に入っていた。彼の親族として知られているのは、2人の息子ブリィディ(736年没)とタロルガン2世(782年没)、2人の兄弟タロルガン (750年没)とブリィディ5世である。
724年、ピクト王ネフタン・マック・デル＝イレイが退位して修道院に隠棲したが、726年に後継者ズレスト7世により投獄された。728年から729年にかけて、ピクトランドには4人の王が並び立つ事態となった。すなわちズレスト、ネフタン、アルピン（彼については記録が乏しい）、そしてオエンガスである。オエンガスはネフタンの熱烈な支持者であり、おそらくネフタンに後継者として指名されていた。そして彼ら二人にズレストとアルピン1世が対抗する2陣営、あるいはその2人も対立して3陣営を形成する構図の内戦となった。
この2年間に、アイルランドの記録に残るほどの大戦闘が4度起きた。オエンガスが2度にわたりアルピンを破って、ネフタンの勢力を回復した。729年、オエンガスは反ネフタン派とMonith Carno (伝統的にフェッターケアンに近いCairn o' Mountに比定されている)で戦い、勝利を収めた。この結果、ネフタンは王位に返り咲き、732年に没するまでピクトランドを支配することになる。729年8月12日、オエンガスはDruimm Derg Blathuugの戦いでズレストを破り、殺した。この場所は明らかになっていないが、現在のDrumbergである可能性がある。

### ダルリアダ分割

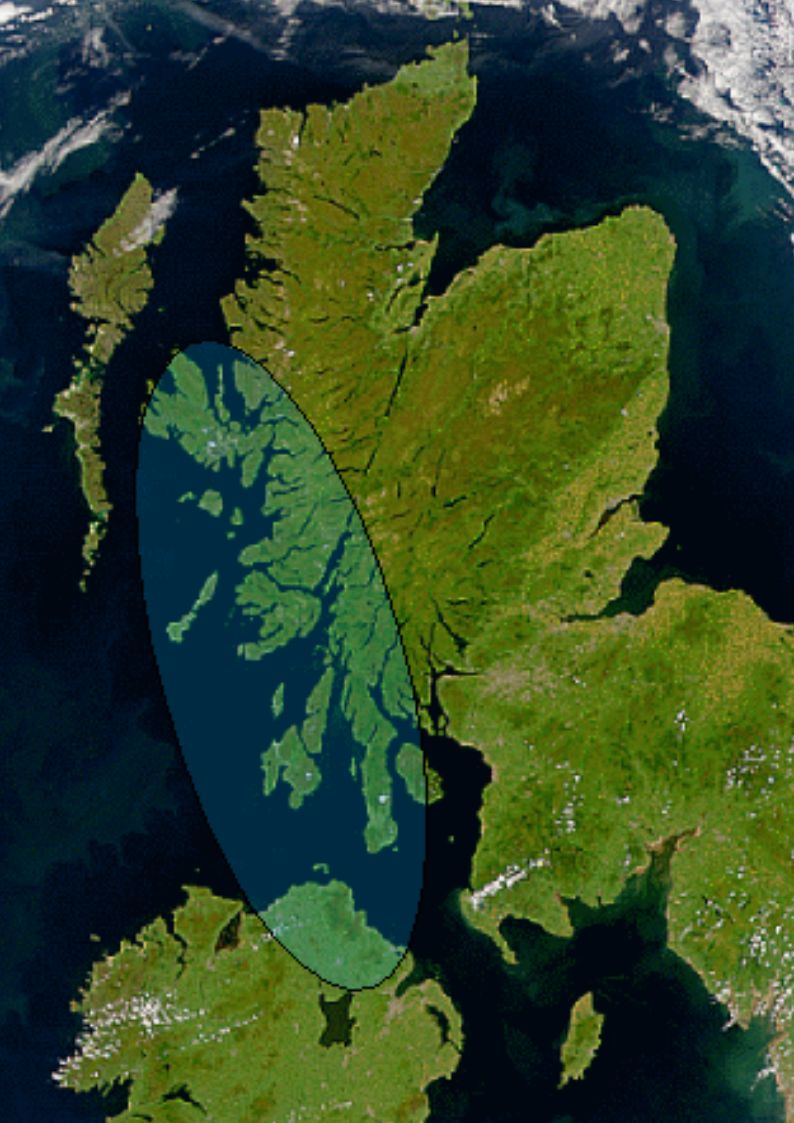
グレートブリテン島北部とアイルランド島北部の衛星写真。網掛け部分がダルリアダ王国の大まかな範囲。

730年代、オエンガス1世はダルリアダ王国と争った。アイルランドを拠点として伝統的にこの王国を支配してきたケネル・コンガル家は、この時期にはかなり弱体化していた。733年には、ケネル・コンガル家の長フレセベルタフ・マック・ローンジフに従う艦隊がダルリアダからアイルランドに向かう際に、ケネル・ネーガン家のアエダ・アランに敗れて大損害を被っていた。ダルリアダの支配者だったケネル・ガブラーン家のエオハズ・マック・エハダハは733年に没し、その後誰が王国を引き継いだのかは王名表でも不明確になっている。アーガイル北部のケネル・ローン家は、720年代にエオハズにダルリアダ王位を追われたドゥンガル・マック・シュルバグが長の地位にとどまっていた。
731年、オエンガス1世の息子ブリィディ率いるピクト軍と、タロルガン・マック・コンガザ率いるダルリアダ軍が衝突したことが記録されている。733年、ドゥンガル・マック・シュルバグが「ブリィディを追い出した際にトーリー島の（聖域）を穢した」。ドゥンガルはケネル・ローン家の王位も剥奪され、従兄弟のムイルダハ・マック・アンブケラフが跡を継いだ。
734年、タロルガン・マック・コンガザが兄弟の手でピクト人に引き渡され、溺死させられた。またタロルガン・マック・ドロスタンがDún Ollaigh近くで捕縛された。彼はアソルの王で、739年にオエンガス1世により溺死させられた。同年、オエンガス1世はドゥンガルにも矛先を向けた。ドゥンガルは負傷し、Dún Leithfinnという要塞が破壊された。その後ドゥンガルは「オエンガス1世の勢力から脱するべく、アイルランドへ逃れた」。
年代記によれば、オエンガス1世は736年に二度目のダルリアダ遠征を行った。ドゥンガルはアイルランドから帰ってきていたが、兄弟のFeradachと共に捕らえられて鎖につながれた。Creicとドゥネッドの要塞がオエンガス1世の手に落ちた。ケネル・ローン家のムイルダハはもはや勢力を回復できなくなり、おそらくAwe湖でオエンガス1世の兄弟タロルガン・マック・ファーガスに大敗を喫した。最後の741年の遠征でも、ダルリアダは敗北した。アルスター年代記は「ファーガスの子オエンガスによるダルリアダの打倒」(Percutio Dál Riatai la h-Óengus m. Forggusso)という記録を残している。これ以降、ダルリアダは数十年間歴史上から姿を消す。
またオエンガス1世は、アイルランドにおけるアエダ・アランとカタル・マック・フィングィンの間の戦争に関わり、どちらかと手を組んで戦っていた可能性がある。それを示す証拠は僅かだが、例えば733年にオエンガス1世の息子ブリィディがドニゴールの北西岸に浮かぶトーリー島にいたことが分かっている。ここはアエダ・アランの敵フレセベルタフ・マック・ローンジフの領域に程近い。またアイルランド断片年代記によれば、733年にフォルトリウからフレセベルタフを支援するピクト人の艦隊が現れた。

### アルト・カルト、ノーサンブリア、マーシア
740年、ピクト人とノーサンブリア王国の間で戦争が起きた。この時、ノーサンブリア王エズバートの隙をついてマーシア王エゼルバルドが侵攻し、おそらくヨークを焼き払った。ピクト・ノーサンブリア戦争が勃発した理由は定かではないが、おそらく元ノーサンブリア王エルズウルフ1世の子エルウィンがエズバートの命により殺された事件が関係しているという説がある。エルズウルフ1世は705年から706年の内戦で敗れて北方に亡命しており、オエンガス1世かエゼルバルドがエルウィンをノーサンブリア王に据えようと企んでいた可能性があるのである。 

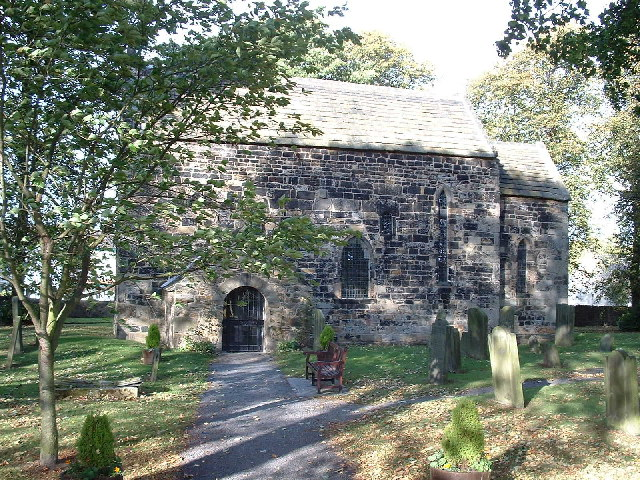
エスクーム教会（ダラム）。ネフタンにより建設された石造りの教会で、おそらくオエンガス1世はこれと同様の教会をセント・アンドルーズに建設したと考えられている。

ピクト人とアルト・カルト（ストラスクライド）との間では、744年と750年に戦争が起きたことが記録されている。後者はノーサンブリアのエズバートがアルト・カルトからカイルを奪った時期である。750年のピクト人とブリトン人の戦闘は、それが起きたMocetauc (おそらくミルンゲイヴィに近いMugdockのこと)という地名で知られている。この戦闘はチュエズブル率いるアルト・カルトの勝利に終わり、オエンガス1世の兄弟タロルガン・マック・ファーガスが戦死した。この敗北の後、アルスター年代記によれば「オエンガスの支配力の衰退」がみられた。これはおそらく、エオハズ・マック・エハダハの子アエダ・フィンズがダルリアダ全域に勢力を拡大し、オエンガス1世の宗主権を否定したことを指している。
ダルリアダとの戦争は簡明な記録が残されているのに対し、740年から750年のオエンガス1世、エズバート、エゼルバルドの関係については様々な解釈の余地がある。一説では、オエンガス1世とエゼルバルドは対エズバートで手を組み、そればかりか共同で全ブリテン島の支配者（ブレトワルダ）の地位を担おうとしていたという。つまり、ハンバー川を境としてオエンガス1世が北方諸国から貢納を集め、エゼルバルドが南方諸国から貢納を集めるという構図である。この見方はダラムのシメオンによる『イングランド諸王史』の混乱した記述に拠るところが大きい。近年では20世紀の歴史家フランク・ステントンが、「共同支配」説は原典の文章ミスが原因であり、実際にはオエンガス1世とエゼルバルドの間にそのような協力関係はなかった、と主張しており、このステントンの見方が有力である。

756年、オエンガス1世はノーサンブリアのエズバートと共にアルト・カルトを攻撃した。この遠征を、ダラムのシメオンは次のように記録している。 
主の顕現から756年、エズバート王の治世の18年目、ピクト人の王ウヌストが軍を率いてダンバートン（アルト・カルト）に至った。またそれゆえ、ブリトン人は8月の最初の日に要求を受け入れた。しかし同月の10日目の日に、彼がOuaniaからNiwanbirigへ率いていた軍勢はすべて滅び去った。
アルト・カルト王ドゥムナグゥアル3世はピクト・ノーサンブリア連合軍に降伏し、両国に臣従礼を取った。以後アルト・カルト（ストラスクライド）王国は、870年ごろにヴァイキングの侵攻を受けるまでピクト王国もしくはピクト王国とノーサンブリア王国の支配下に置かれることになる。Ouaniaがガヴァンを指すことはほぼ確定しているが、Newanbirigの位置はそれほど定かではない。Newburghという地名は数多く存在し、そのなかでおそらくヘクサムに近いNewburgh-on-Tyneである可能性が高い。また別の解釈では、Newanbirigをマーシア王国領だったリッチフィールドに近いニューバラに比定する場合もある。この場合、オエンガス1世とエズバートがマーシアのエゼルバルドに敗れたという構図になり、セント・アンドルーズの創建伝説で伝えられている「ファーガスの子オエンガスが、マーシアに敗れた後に自分の命を聖アンデレに救われたことを感謝して教会をたてた」という物語と整合する。

### 聖アンデレ崇敬

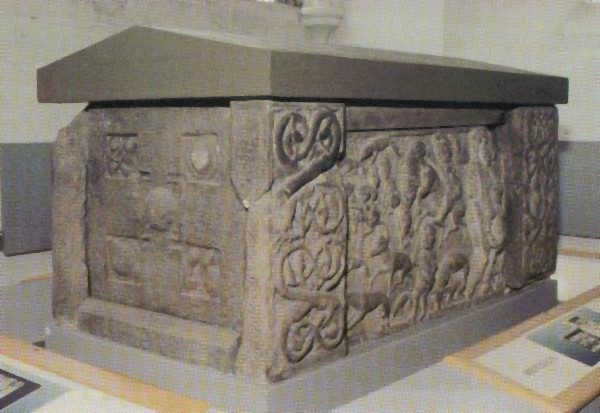
セント・アンドルーズの棺

ケンリグモナズと呼ばれていた現在のセント・アンドルーズの創建伝説は、同時代に書かれたものではなく、多くの創作が混じっている可能性がある。アイルランドの年代記には、747年に「Tuathalán、Cinrigh Mónaの司教」が死去したという記述があり、少なくともそれ以前にはセント・アンドルーズが建設されていたことがうかがえる。おそらくはオエンガス1世かネフタンの子デル・イレイによる創建である。一般に、セント・アンドルーズの棺はオエンガス1世の命により制作されたと考えられている。後の時代には、このオエンガス1世は同名の9世紀のピクト王オエンガス2世と混同されるようになった。この棺には旧約聖書に登場するイスラエル王ダビデが描かれているが、そのモデルはオエンガス1世だと考えられている。アレックス・ウルフによれば、同じ簒奪者であるオエンガス1世をダビデのモデルに選ばれたのは適切な人選だった。
ピクトランドにおける聖アンデレ崇敬は、かつてネフタンが好んだ聖ペトロ崇敬と同様、ノーサンブリアから流入したものだった。ヘクサムの僧院は、聖アンデレに捧げられたものである。オエンガス1世は、彼の後継者でおそらく親族でもあるコンスタンティンやウエンと同様、ダラムと関係があるキリスト教施設で祈りが捧げられた約3000人の篤志家の一覧に名前が載せられている。

### 死去
ブリテン島北部随一の人物となったオエンガス1世は、761年、おそらく70歳を超えた年齢で死去した。多くの年代記者は彼の死を他の人物と同様に簡潔に伝えているのみだが、ノーサンブリアで編纂されたベーダの後継の年代記では、おそらくダルリアダの史料によって、次のように若干詳細な記録が残っている。
オエンガス、ピクト人の王が死んだ。その治世の初めから終わりのその時まで、彼は暴君的な殺人をはじめ、数々の血なまぐさい罪を犯した。
『ピクト年代記』の王名表によれば、オエンガス1世の兄弟ブリィディ5世が跡を継いだ。
『レンスターの書』には、アルバを征したオエンガス1世を称える9世紀アイルランドの頌詩が掲載されている。
良き日なり、オエンガスがアルバを獲った日は、

丘なるアルバを、その力強き首長たちと共に。

彼は柵で囲まれた街々に戦さをもたらした、

両足にて、両手にて、そして広き盾にて。
この時期のスコットランドに関する年代記の記録が非常に乏しいため、オエンガス1世の評価は困難である。彼がアイルランドと深いつながりを持っていたという記録は、後世のケネス・マック・アルピンの時代になって東スコットランドの「ゲール化」が進んだ位という説に対する反論を生み出している。この行程がオエンガス1世時代以前にさかのぼると考えることも十分可能である。9世紀にはファーガスの子コンスタンティンとオエンガス2世を始めウエン (839年没)に至るまで、ピクト王の多くがオエンガス1世の一族から輩出された。
オエンガス1世に関する記録は他のピクト王と比べて多く残っており、彼の活動の性質と地理的範囲と彼の統治の長さが組み合わさって、オエンガス王はブリテン島暗黒時代の中でも特に重要な統治者の一人であったことがうかがえる。またオエンガス1世は後世の文化や芸術にも多大な影響を与えている。